# 阮於己
阮於己（越南语：／，？—1600年後？），字無事（越南语：／），阮朝奠基者昭勳靖公阮淦妻子阮氏梅的兄長。
阮於己祖籍海陽四岐縣，後遷居清化，父親阮明辨是後黎朝特進輔國上將軍署衞事，他也在後黎朝任太傅，封威國公（越南语：／）。統元五年（1526年），莫登庸篡黎，阮淦入哀牢起兵抗莫。次子阮潢年紀尚小，就將他留在阮於己家中照顧；後來阮潢長大，阮於己勸他要建立事業。
到阮淦去世後，阮潢出仕後黎朝，封太保端國公；其時右丞相鄭檢想謀害阮淦獨掌政權，令阮潢非常不安，自稱得病不上朝。他詢問阮於己意見，阮於己指出鄭檢「包藏禍心，當遠避之」，順化一地易守難攻，可以託姊姊阮氏玉寶（鄭檢正妃）要求獲得那裡再圖謀大計。阮潢就使人通知阮氏玉寶，阮氏玉寶乘機對鄭檢閒語順化有瘴氣、又有莫朝將領，應該留人駐紮免得讓莫朝侵占，鄭檢就上表請後黎朝皇帝讓阮潢鎮守順化。
正治元年（1558年）冬天，阮潢出發去順化，阮於己率領子弟跟隨。到愛子沙墟，有百姓獻上清水七壜(备注：越语水“Nước”与国“nước”同音)，阮於己說：「天賜也！天事必象。今主上初就國，而民以水獻，其有國之徵乎。」（天賜啊！有事天一定會有預兆的。現在主上到國，而民眾獻水，是立國的象徵啊。）阮潢接受他的說法，在當地建營。其後阮潢每次出征討賊，阮於己都跟隨。
慎德元年（1600年），阮潢的海軍到神符，突然聽說鄭兵追到，阮於己立刻命令軍隊划船。不久船上沒有棹索，安謨工者范氏獻上一簍生絲以製作棹索，於是海軍能迅速離去，而范氏在順化居住數年才回鄉。阮潢得知此事，賞賜很多財物給阮於己；阮於己則全數分給將士，不久就去世了，在貴縣貴鄉立廟祭祀。
嘉隆二年（1803年），嘉隆帝下令改建貴鄉原廟，廷臣以阮於己是外戚不應該祭祀，就罷去貴鄉的祭祀了。紹治五年（1845年），東閣大學士武春謹呈請追錄阮於己功績，紹治帝下諭禮部查察，後追贈開國功臣、特進壯武將軍、中軍都統府掌府事、太師，諡忠貞，封威國公（越南语：／），賜從祀太廟，在右廡排名第一。

## 家庭
- 父：阮明辨[2]
- 妹：靖皇后阮氏梅[2]

### 子女
- 阮廷勇[1]
  - 阮廷雄[1]